# Overfitting

Zelená čára představuje model s nadměrným přizpůsobením a černá čára představuje regulovaný model. Zelená hranice sice nejlépe kopíruje tréninková data, ale je na nich příliš závislá a na nových nezobrazených datech bude mít pravděpodobně vyšší chybovost než černá hranice.

V matematickém modelování je pojem overfitting, volně jako nadměrné přizpůsobení, označován jako „jev, který vede k vytvoření analýzy, která se velice podobností blíží nebo přesně odpovídá určitému souboru dat, a proto může selhat při přizpůsobení se dalším datům nebo může zklamat při spolehlivé předpovědi budoucích pozorování.“ Jinak řečeno, statistický model přesně odpovídá svým trénovacím datům, algoritmus tedy nedokáže přesně pracovat s neznámými daty, což zmaří jeho účel.
Overfitted model je matematický model, který obsahuje více parametrů, než lze odůvodnit daty. Podstatou overfittingu je nevědomá extrakce části zbytkové variability (tj. šumu), jako by tato variabilita představovala základní strukturu modelu.
Overfitting je jakousi chybou v modelování, k níž dochází, když je funkce příliš kompatibilní s omezenou sadou datových bodů. Overfitting ukazuje křivku s vyššími a nižšími body, zatímco správně nastavený model vykazuje hladkou křivku nebo lineární regresi.